# Blackadder

Edmund Blackadder, protagonista delle varie serie (qui nella terza serie del 1987)

Blackadder è una serie di quattro sitcom britanniche prodotte e trasmesse nel Regno Unito dalla BBC dal 1983 al 1989. Tutti gli episodi hanno per protagonista il personaggio di Edmund Blackadder interpretato da Rowan Atkinson con Tony Robinson nella parte dell'aiutante di Blackadder, Baldrick. 
Rowan Atkinson l'ha definita "una delle cose meno stressanti che abbia fatto".
Ogni serie è ambientata in un periodo storico diverso, con i due protagonisti accompagnati da personaggi diversi, anche se molti riappaiono in una serie o nell'altra, come ad esempio Melchett, interpretato da Stephen Fry, George, interpretato da Hugh Laurie, e Lord Flashheart, interpretato da Rik Mayall.
La prima serie, The Black Adder, è stata scritta da Richard Curtis con Rowan Atkinson, mentre le successive da Curtis con Ben Elton; il produttore fu John Hardress Wilfred Lloyd. Nel 2000, la quarta serie, Blackadder Goes Forth, si classificò al 16º posto dei "100 Greatest British Television Programmes" del British Film Institute. In un sondaggio del 2001 di Channel 4, Edmund Blackadder si è classificato terzo nella lista dei 100 più grandi personaggi della TV.  Nel sondaggio televisivo del 2004 per la migliore sitcom britannica, Blackadder è stata votata la seconda migliore sitcom britannica di tutti i tempi dopo Only Fools and Horses; è stato anche classificato come il nono miglior programma TV di tutti i tempi dalla rivista Empire.

## Stagioni

### The Black Adder(1983)
Ambientata alla fine del medioevo, il protagonista è il principe Edmund Blackadder, un nobile ingenuo e inetto, che cerca di sopravvivere tra intrighi e conflitti di potere.
1. The Foretelling
2. Born to be king
3. The Archbishop
4. The Queen of Spain's Beard
5. Witchsmeller Pursuivant
6. The Black Seal

### Blackadder II(1986)
Ambientata all'epoca del regno di Elisabetta I. Il protagonista è Lord Edmund Blackadder, un nobile squattrinato, cinico e astuto che cerca di ingraziarsi la potente e lunatica sovrana, rischiando spesso di venire decapitato. Il suo servitore è Baldrick, un misero e stupido omuncolo che cerca di toglierlo dai guai con sghembi piani, stupidi ed inattuabili. Gli episodi sono:
1. Bells
2. Head
3. Potato
4. Money
5. Beer
6. Chains

### Blackadder the Third(1987)
Ambientata tra XVIII e XIX secolo, tra la rivoluzione francese e le guerre napoleoniche. Il protagonista è Edmund Blackadder, l'astuto maggiordomo del volgare e stupido principe del Galles George (interpretato da Hugh Laurie). Costoro sono affiancati dal servo e cuoco Sodoff Baldrick, sempre più brutto, sporco, stupido e dai piani sghembi. Gli episodi sono:
1. Dish and Dishonesty
2. Ink and Incapability
3. Nob and Nobility
4. Sense and Senility
5. Amy and Amiability
6. Duel and Duality

### Blackadder Goes Forth(1989)
Ambientata durante la prima guerra mondiale, tra grandi avanguardie tecnologiche, ufficiali imboscati nelle retrovie, soldati mandati al massacro e fermenti rivoluzionari nell'aria. Il protagonista è il Capitano Blackadder, un ufficiale dell'esercito britannico che cerca sempre di non farsi ammazzare e di disertare gli assalti. Il suo tirapiedi è il soldato semplice Sodoff Baldrick. Gli episodi sono:
1. Captain Cook
2. Corporal Punishment
3. Major Star
4. Private Plane
5. General Hospital
6. Goodbyeee...

### Episodi Speciali
Blackadder: The Cavalier Years (1988, Comic Relief)
Nell'Inghilterra è in corso una guerra civile, Blackadder ospita la persona più ricercata della nazione: Carlo I d'Inghilterra.
Blackadder's Christmas Carol (1988, Speciale di Natale)
È la parodia del libro di Charles Dickens "Canto di Natale". Il Natale si sta avvicinando e Ebenezer Blackadder ha il sorprendente incontro con Lo Spirito del Natale Presente.
Blackadder: Back & Forth (1999, Speciale Millennium)
Il nuovo millennio sta per cominciare, Blackadder prende una macchina del tempo falsa, ma grazie a Baldrick, stranamente funziona.

## Sigla
È stata composta da Howard Goodall e presenta la stessa melodia, ma arrangiata con strumenti differenti attraverso le serie a seconda dell'epoca storica di riferimento. Eseguita con trombe in The Black Adder; con flauto, archi e chitarra elettrica in Blackadder II; con violoncello, oboe e clavicembalo in Blackadder the Third; da una fanfara militare (con la melodia del motivo The British Grenadiers come introduzione) in Blackadder Goes Forth.

## Personaggi

### Baldrick
Baldrick è interpretato da Tony Robinson. È il servitore di Edmund Blackadder. È basso, minuto, sporco e piuttosto brutto, ignorante e ingenuo, sfruttato e trattato male per la sua stupidità e dabbenaggine. Egli è il bersaglio delle ciniche frecciate e dei sarcastici insulti del suo padrone. Inizialmente, nella prima stagione, era il servo brillante e Blackadder il principe inetto. Ma, con il proseguire delle serie e la caduta sociale di quest'ultimo, i ruoli si invertono, e Baldrick diventa il servitore stupido, sudicio e sbeffeggiato, mentre Blackadder l'astuto e brillante intrallazzatore.
Nella prima stagione è noto come Baldrick, figlio di Robin the Dung Gatherer (Robin il raccoglitore di letame), è lo scudiero ed amico del Principe Edmund detto Blackadder, secondogenito del re d'Inghilterra. Egli è un servus callidus, un servo abile e sagace, che risolve con i suoi cunning plans (piani astuti) molti dei problemi del suo inetto padrone.
Nella seconda stagione è noto come Baldrick ed è il servo stupido del cortigiano e nobile decaduto Lord Edmund Blackadder. Egli è sporco e stolto, incapace persino di apprendere a contare. Da questa serie in poi la sua igiene personale andrà vorticosamente peggiorando, ed i suoi "cunning plans" si riveleranno sempre balzani o catastrofici. Il suo nome, prima seguito dal lungo patronimico, è divenuto semplicemente Baldrick, ciò testimonia la sua caduta in basso nella piramide sociale, e la sua essenza reificata di servo stupido.
Nella terza stagione è noto come Lord Sodoff Baldrick ed è sempre stupido e crea un'infinità di guai al suo padrone, Edmund Blackadder, maggiordomo del principe del Galles George. Si scopre che il suo vero nome, nella prima serie seguito dal lungo patronimico, è Sodoff Baldrick, ovvero Toglitidallepalle Baldrick. Nello stesso episodio della serie verrà fatto Lord, a discapito di Blackadder che ambiva a tale titolo.
Nella quarta stagione è noto come soldato semplice S. Baldrick; Baldrick nelle trincee della Prima Guerra Mondiale è un soldato semplice di fanteria, che serve l'esercito in qualità di cuoco, agli ordini del Capitano Blackadder e del Tenente George.

### George
George è un personaggio della serie televisiva britannica Blackadder, interpretato da Hugh Laurie. Dopo aver interpretato una piccola parte nell'episodio Beer della II serie di Blackadder, Hugh Laurie fu scelto nel ruolo dello stupido Principe George poiché Tim McInnerny si rifiutò di interpretarlo. Quest'ultimo infatti non voleva cristallizzarsi nella parte dell'idiota, per non diventare un attore stereotipato. Nella terza stagione è noto come Sua Altezza reale George Augustus Frederick Hannover Principe del Galles. Estremamente stupido ed ottuso, non si accorge di ciò che gli capita attorno. Passa le sue giornate tra lussi e agiatezze, frequentando il bel mondo e cercando di "rimorchiare" le ragazze dell'aristocrazia britannica. Il popolo ed il parlamento lo odiano, considerandolo un fesso tedesco nullafacente che scialacqua i soldi dei contribuenti. Spende - ad esempio - immense quantità di denaro nel comprare calzini, che gli vengono rubati e rivenduti dallo scaltro maggiordomo Edmund Blackadder. Tutti i suoi guai vengono risolti dai brillanti piani di Blackadder, il quale però di solito ci rimette sempre nell'aiutarlo. Senza l'ausilio del suo maggiordomo non riesce neppure ad indossare un paio di pantaloni. La sua epoca, tra rivoluzione francese e guerre napoleoniche, è complessa e tormentata, ma lui non si accorge di nulla del mondo circostante.
Nella quarta stagione è noto come Tenente George Colthurst St. Bartleigh. Serve nell'esercito britannico, in una trincea della prima guerra mondiale, sotto il Capitano Edmund Blackadder. Meno stupido del George della III serie. Egli piuttosto risulta molto ingenuo. È molto affezionato al capitano Edmund Blackadder, il quale lo snobba, lo sfrutta e lo tratta come un cretino. È di buona famiglia e ha studiato al college, è abbastanza coraggioso e dotato nel dipingere, non eccelle però in intelligenza. Essendo figlio della buona società britannica, e amico di famiglia del Generale Melchett, spesso gli vengono offerti incarichi sicuri nelle retrovie, che puntualmente rifiuta per ingenuità e spirito di sacrificio.

### Melchett
Melchett è interpretato da Stephen Fry. Nella seconda serie è noto come Lord Melchett ed è il lord ciambellano presso la corte di Elisabetta I, è un viscido sicofante. È in continua rivalità con Lord Edmund Blackadder. È un autentico "lecca-piedi" e cerca in continuazione di compiacere e di ingraziarsi il favore della regina. Sfida spesso Blackadder, ad esempio in una competizione per bere birra, e tenta sempre di minare i suoi rapporti con la sovrana. Nella quarta serie è noto come generale Sir Anthony Cecil Hogmanay Melchett; qui, durante la prima guerra mondiale, è un generale vanaglorioso, borioso, autoritario, retorico e guerrafondaio. Trascorre il suo tempo nel sontuoso quartier generale, nelle retrovie. Immerso tra lussi, agiatezze e ottimo brandy manda al massacro i suoi soldati con inutili e sanguinosi assalti alle linee nemiche. Non conosce il vero volto cruento della guerra, ma solo quello esteriore, romantico e retorico. Propaganda l'amor di patria ed inneggia alla morte gloriosa per il re, ma è un privilegiato, nullafacente ed incompetente. È un egoista e non ha pietà per niente e nessuno.

## Curiosità
- Blackadder (cognome del protagonista Edmund Blackadder) è il nome dell'unico serpente velenoso dell'Inghilterra, e viene tradotto in molte lingue con il significato di Serpe Nera o Vipera Nera. Il termine adder (derivante dall'inglese antico nædre) indica spesso, nelle scritture inglesi antiche, ogni tipo di serpente.